# Metal Magic
Metal Magic es el primer álbum de la banda de heavy metal Pantera, publicado en 1983. Al igual que los próximos tres discos de la banda, este álbum está orientado musicalmente a un sonido hard rock y glam metal influenciado por el estilo de Mötley Crüe y Van Halen, en lugar del groove metal con el cual se hicieran famosos en los noventa comenzando con el lanzamiento de Cowboys from Hell. Fue lanzado bajo el sello discográfico propiedad de la banda (también llamada Metal Magic) y producido por Jerry Abott bajo el sobrenombre de "The Eldn", notable cantautor y productor de Música Country y padre de Vinnie Paul y Dimebag Darrell.

## Lista de canciones
1. "Ride My Rocket" – 4:55
2. "I'll Be Alright" – 3:13
3. "Tell Me If You Want It" – 3:44
4. "Latest Lover" – 2:54
5. "Biggest Part of Me" – 4:49
6. "Metal Magic" (Scott Gigney) – 4:17
7. "Widowmaker" – 3:03
8. "Nothin' On (But the Radio)" – 3:30
9. "Sad Lover" – 3:27
10. "Rock Out" – 5:45

## Créditos
- Terry Glaze – voz
- Diamond Darrell – guitarra
- Rexx Rocker – bajo
- Vinnie Paul - batería

En este disco se aprecia también un teclado, pero no se menciona quien lo toca en los créditos.
- Datos: Q1754381